# Oosterhouw
Oosterhouw is een monumentale villa aan de Hoofdstraat 35 in Leens in de Nederlandse provincie Groningen.

## Geschiedenis
Oosterhouw werd in 1868 gebouwd in een eclectische stijl als woning voor de Leenster notaris Hajo Albert Spandaw (een zoon van dichter Hajo Albertus Spandaw). Bij de gedeeltelijke vernieuwing van het pand in 1905 kreeg het gebouw ook delen, die gekarakteriseerd kunnen worden als behorend tot de jugendstil. Het interieur is sinds die tijd niet ingrijpend gewijzigd. De toen aangebrachte schilderingen en decoraties zijn intact gebleven. Vanwege onder meer de hoge mate van gaafheid van zowel het exterieur als het interieur is het gebouw erkend als een rijksmonument.
Bij de villa hoort een tuin, die oorspronkelijk was aangelegd als een zogenaamde landschapstuin. In de opnieuw aanlegde tuin door de bewoner van het pand, de tuinarchitect Klaas Noordhuis, zijn elementen van de oorspronkelijk tuin bewaard gebleven. Noordhuis kwam er wonen in 1989, samen met de dichter C.O. Jellema. In 2014 werd het huis te koop gezet. In 2016 kreeg het pand een nieuwe bewoner.

## Naam
Oosterhouw dankt zijn naam aan een wierde tussen Leens en Ulrum met de naam De Houw. Oosterhouw in Leens ligt ten oosten van de wierde. Ten westen van de wierde, in Ulrum, staat een monumentale villaboerderij Westerhouw, ontworpen door de architect P.M.A. Huurman. Dezelfde architect ontwierp ook de naast Oosterhouw gelegen villa aan de Hoofdstraat 33.

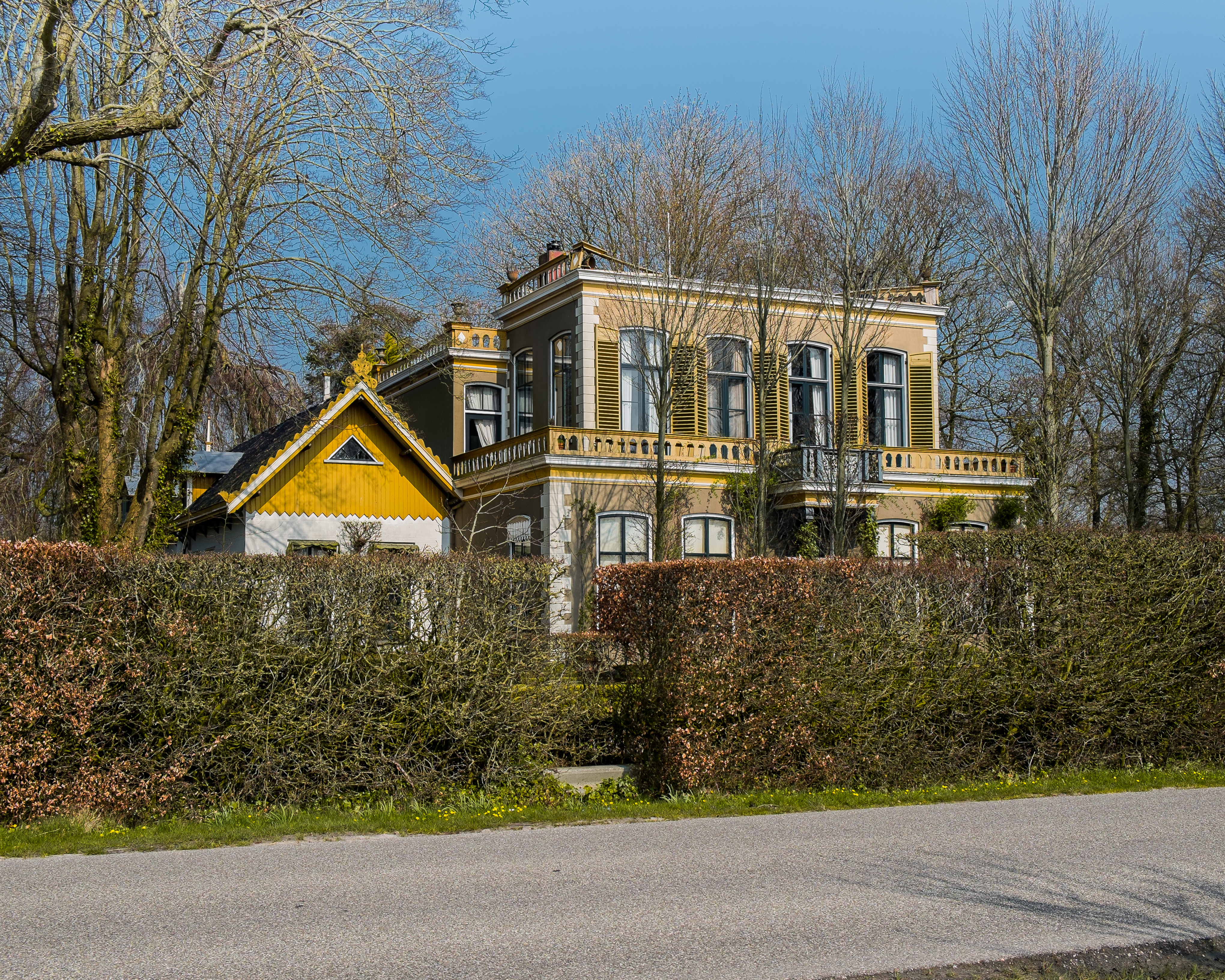
Zijaanzicht.
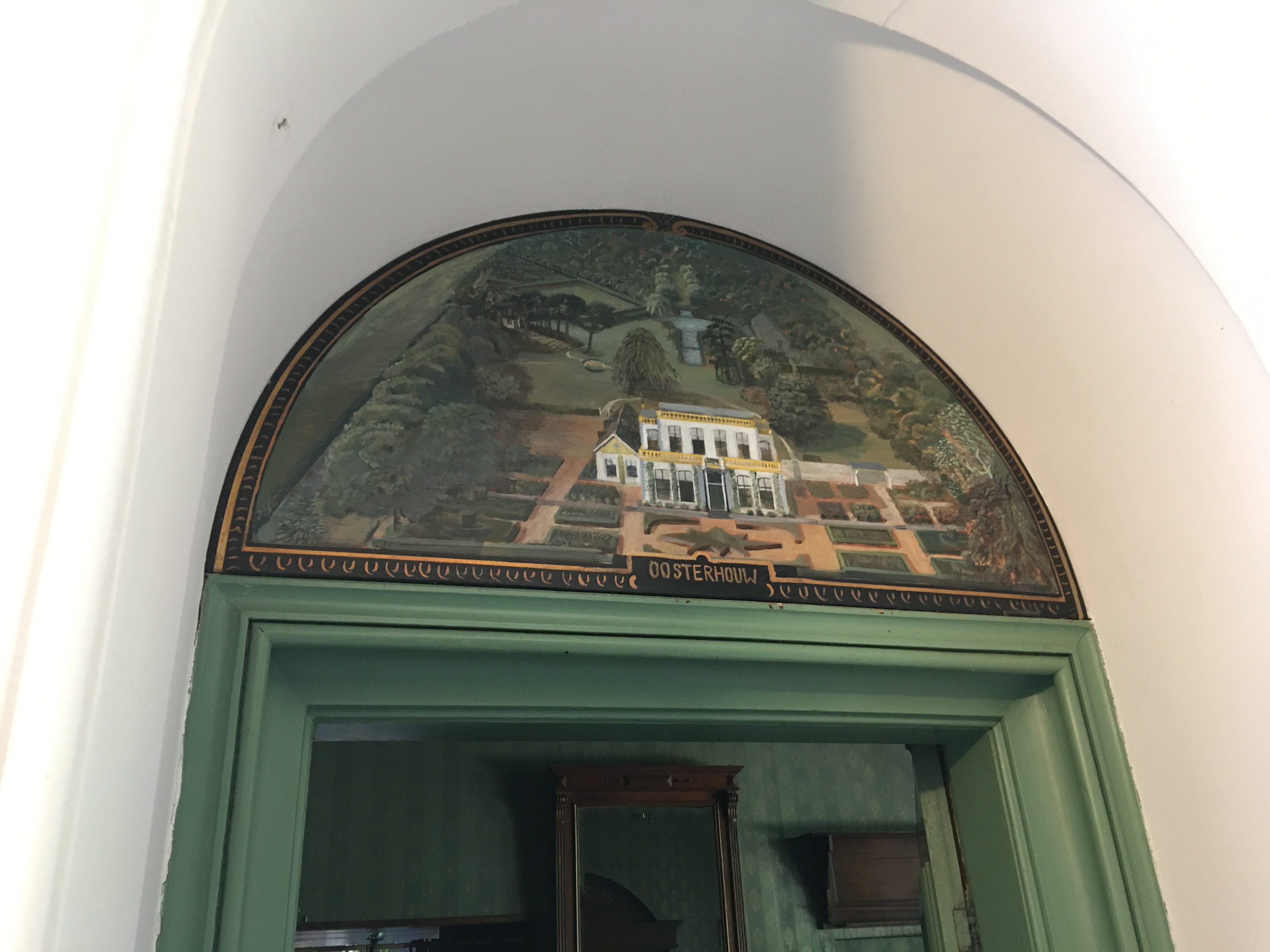
Een schildering van Oosterhouw in de gang van Oosterhouw
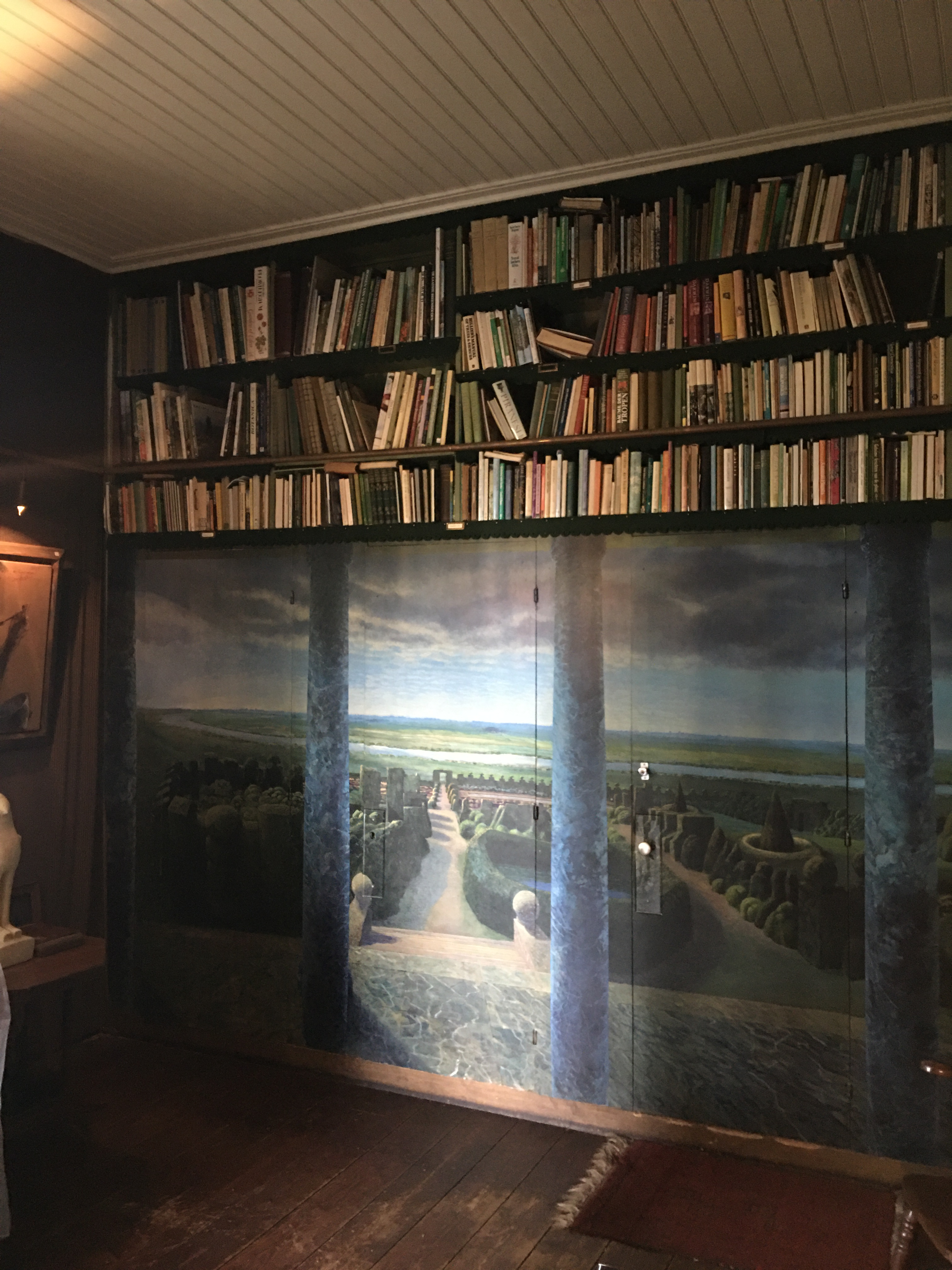
De wandschildering in de Groene Bibliotheek van Oosterhouw
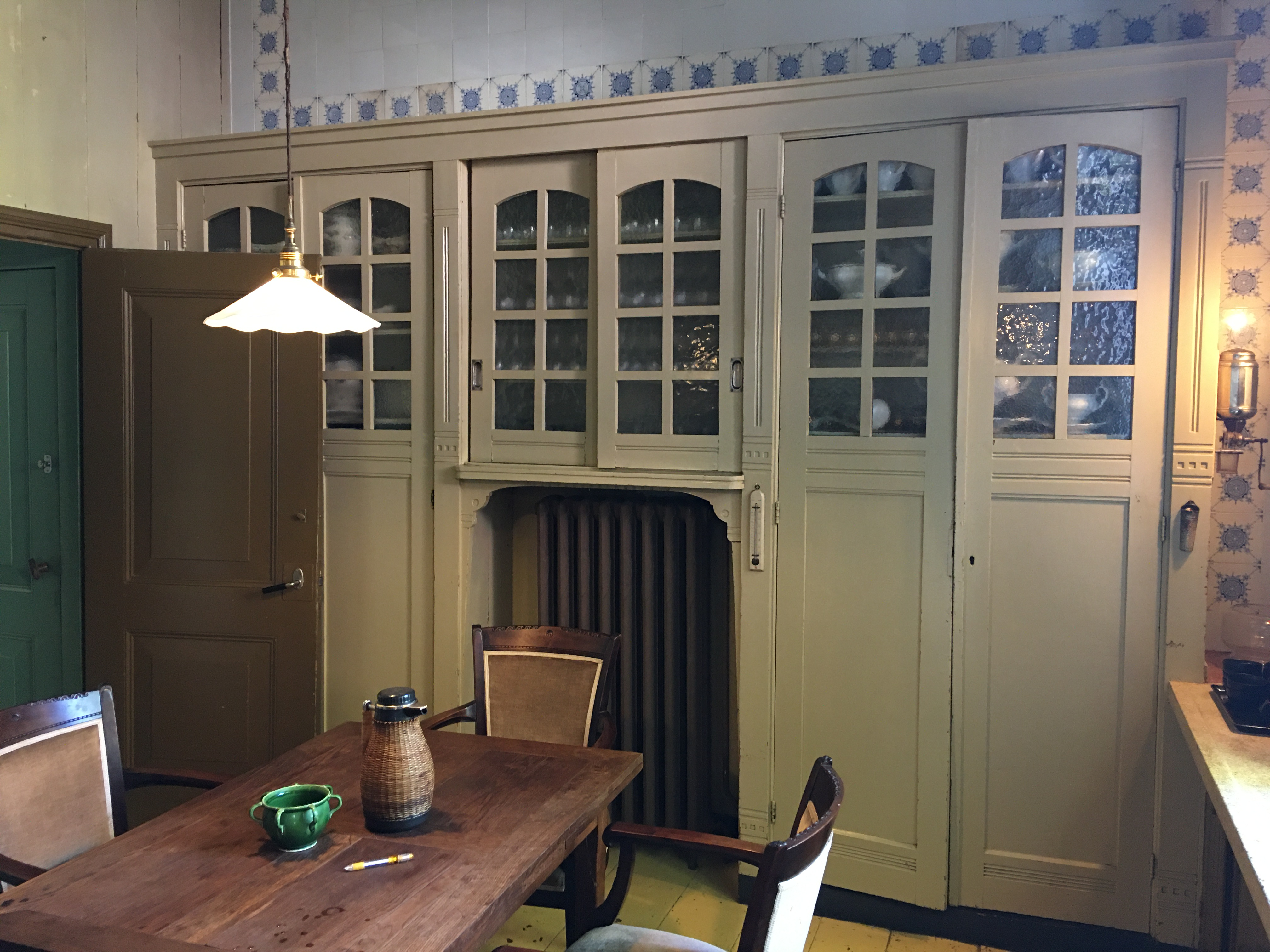
De keukenkast in de keuken van Oosterhou
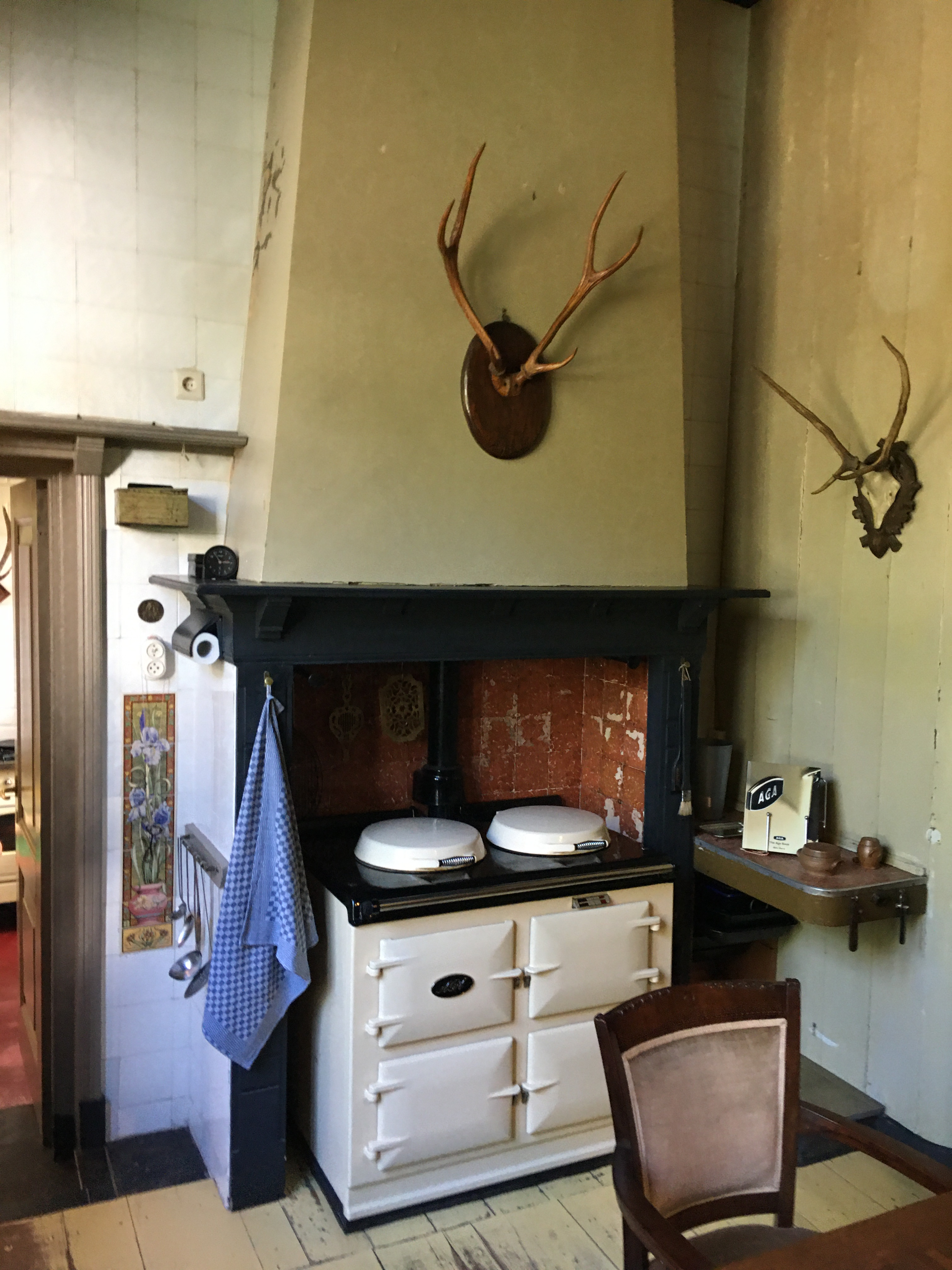
Het Aga fornuis in de keuken van Oosterhouw
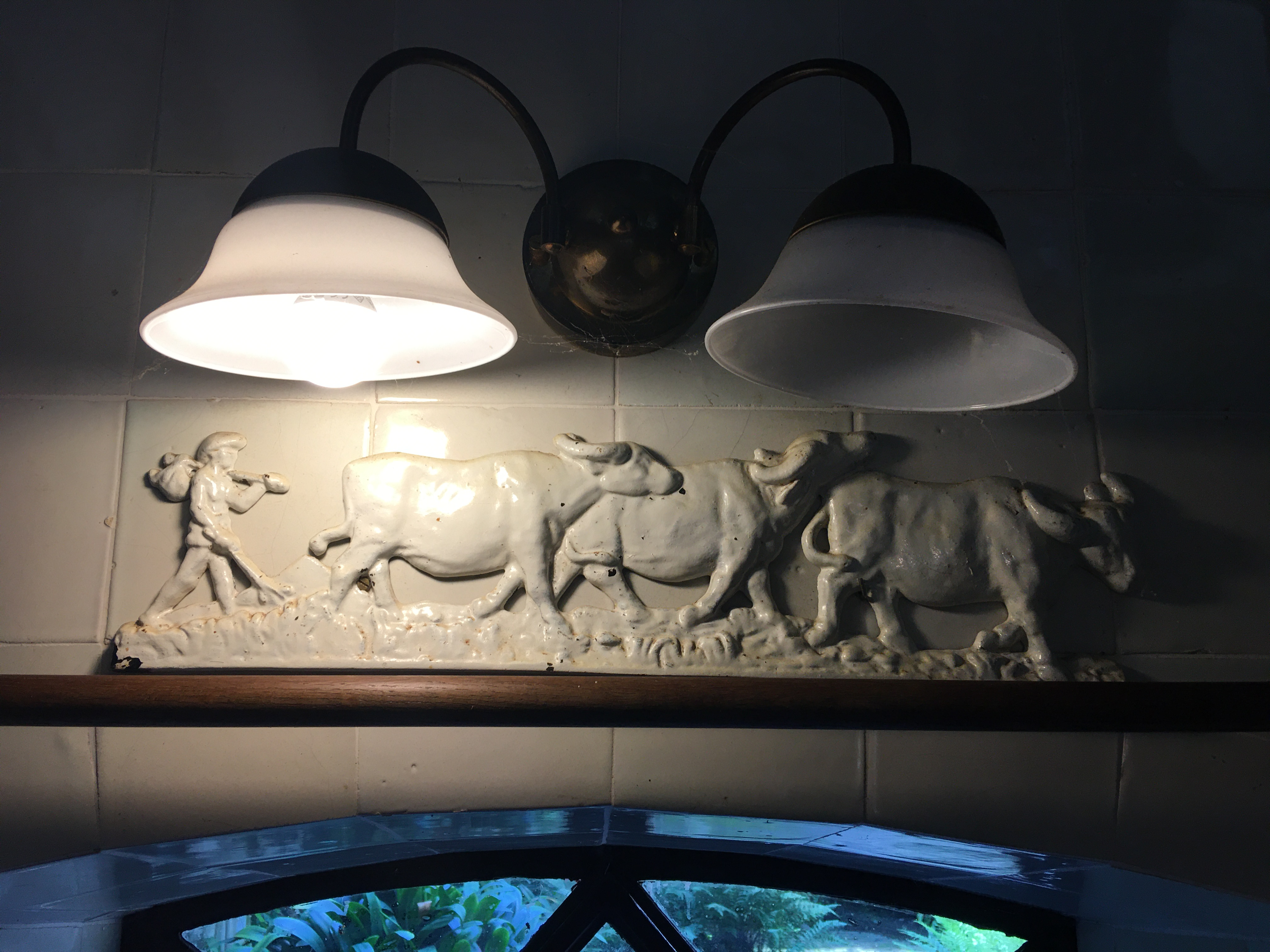
Een detail op de muren van de bijkeuken van Oosterhouw
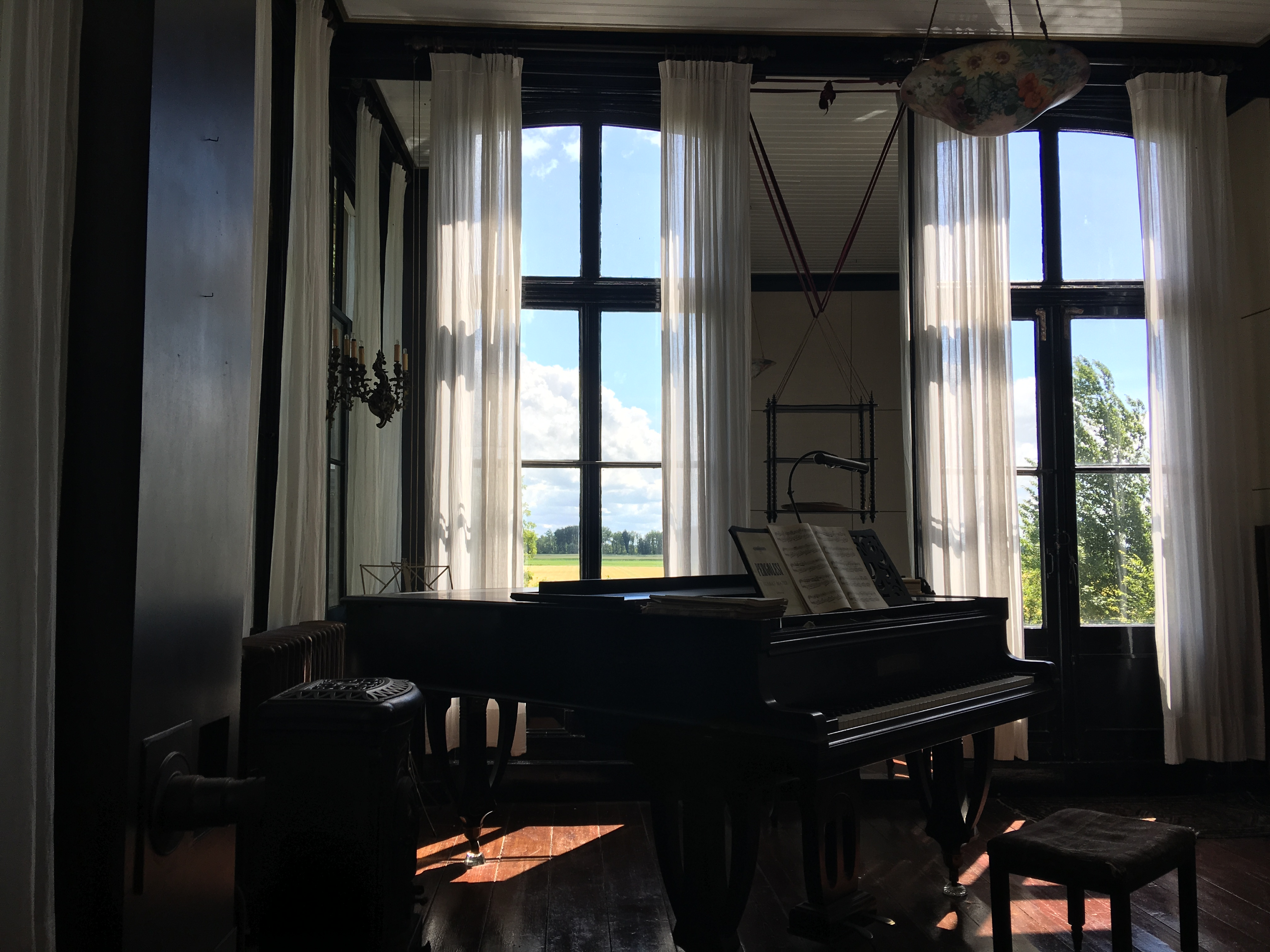
Een van de twee slaapkamers aan de voorzijde van Oosterhouw
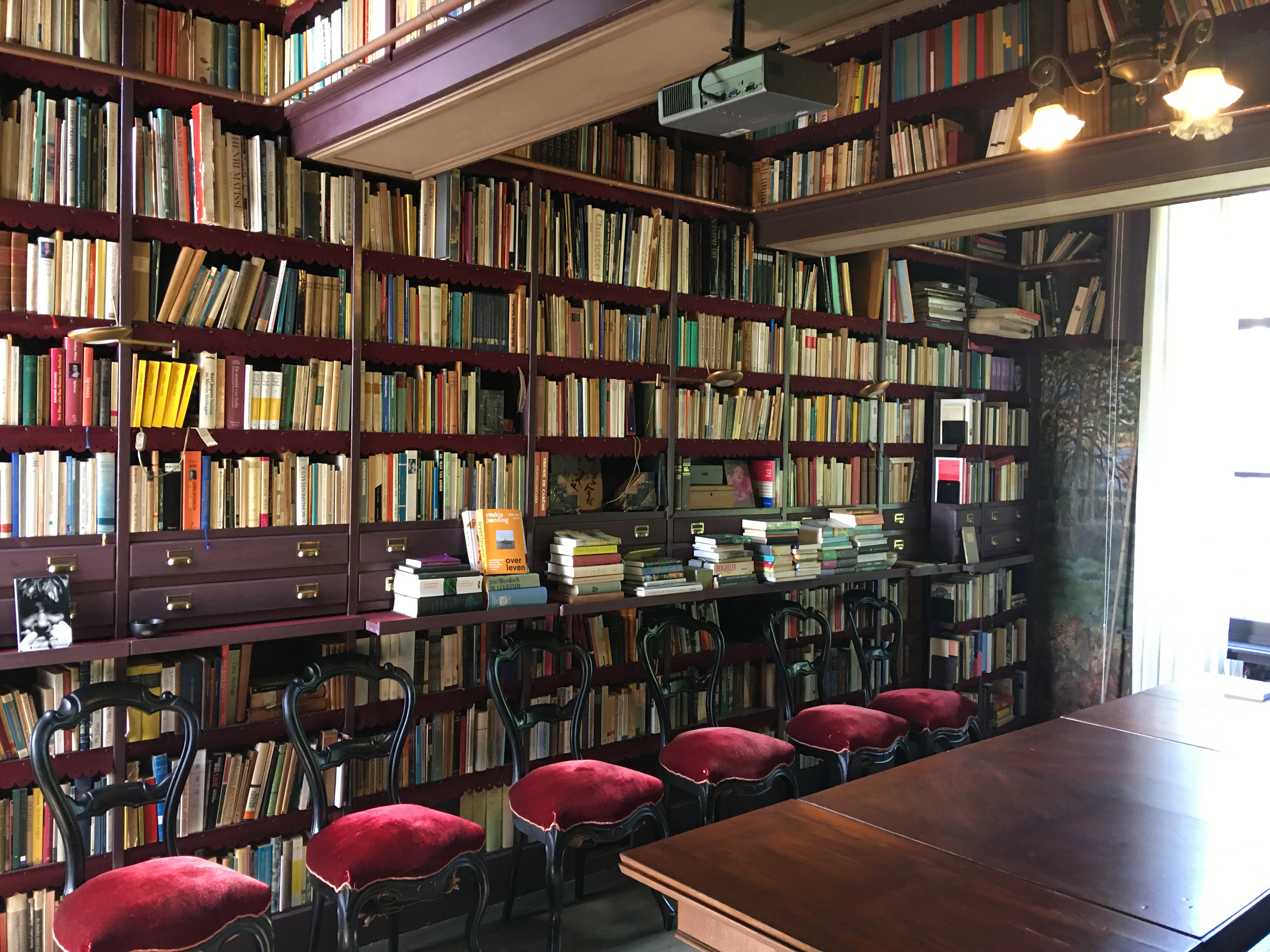
Een van de boekenkasten in de Literaire Bibliotheek van Oosterhouw, waarin rechts de geheime deur zichtbaar is
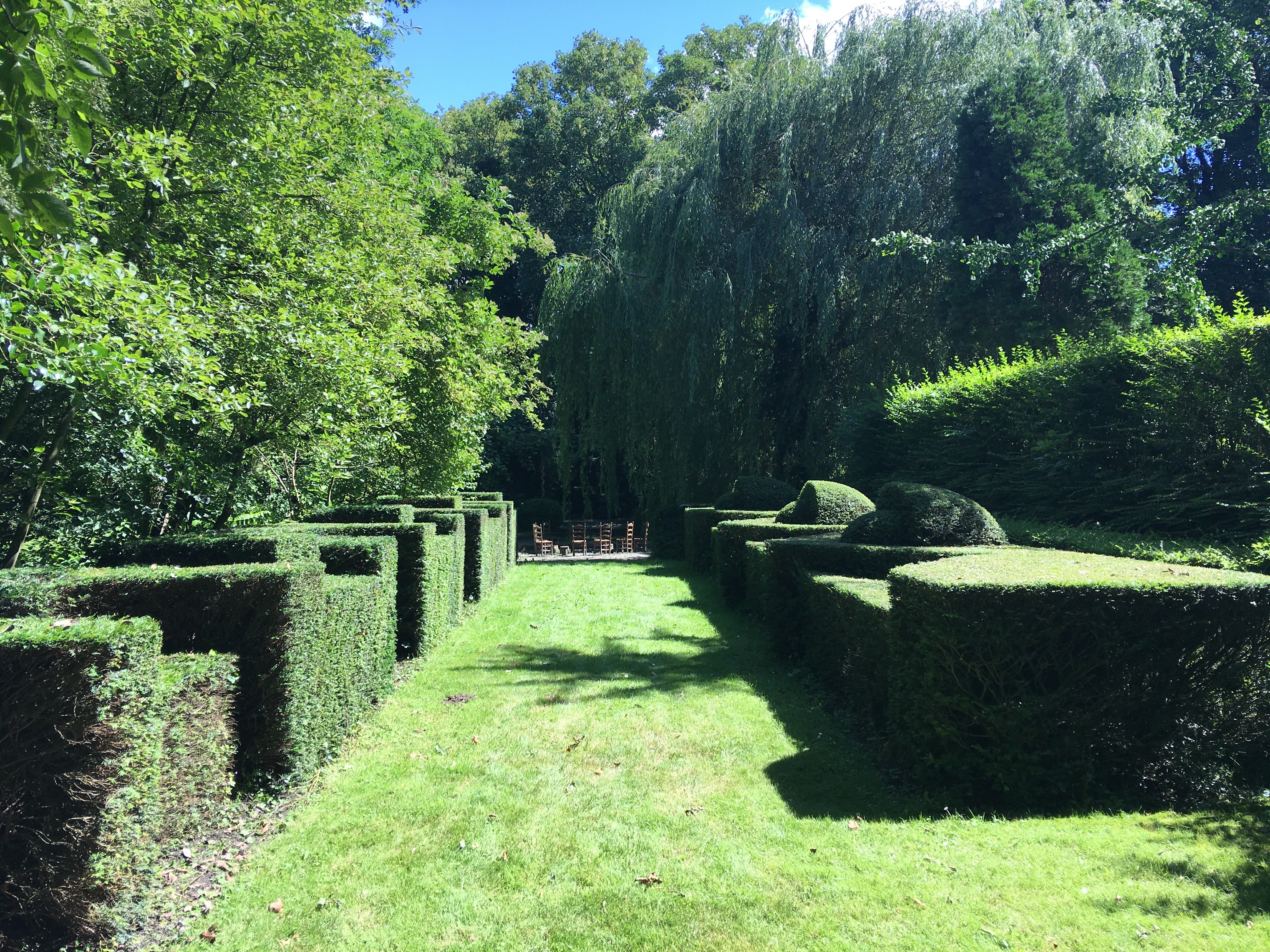
Een overzichtsfoto van een deel van de tuin van Oosterhouw, met Japanse invloeden
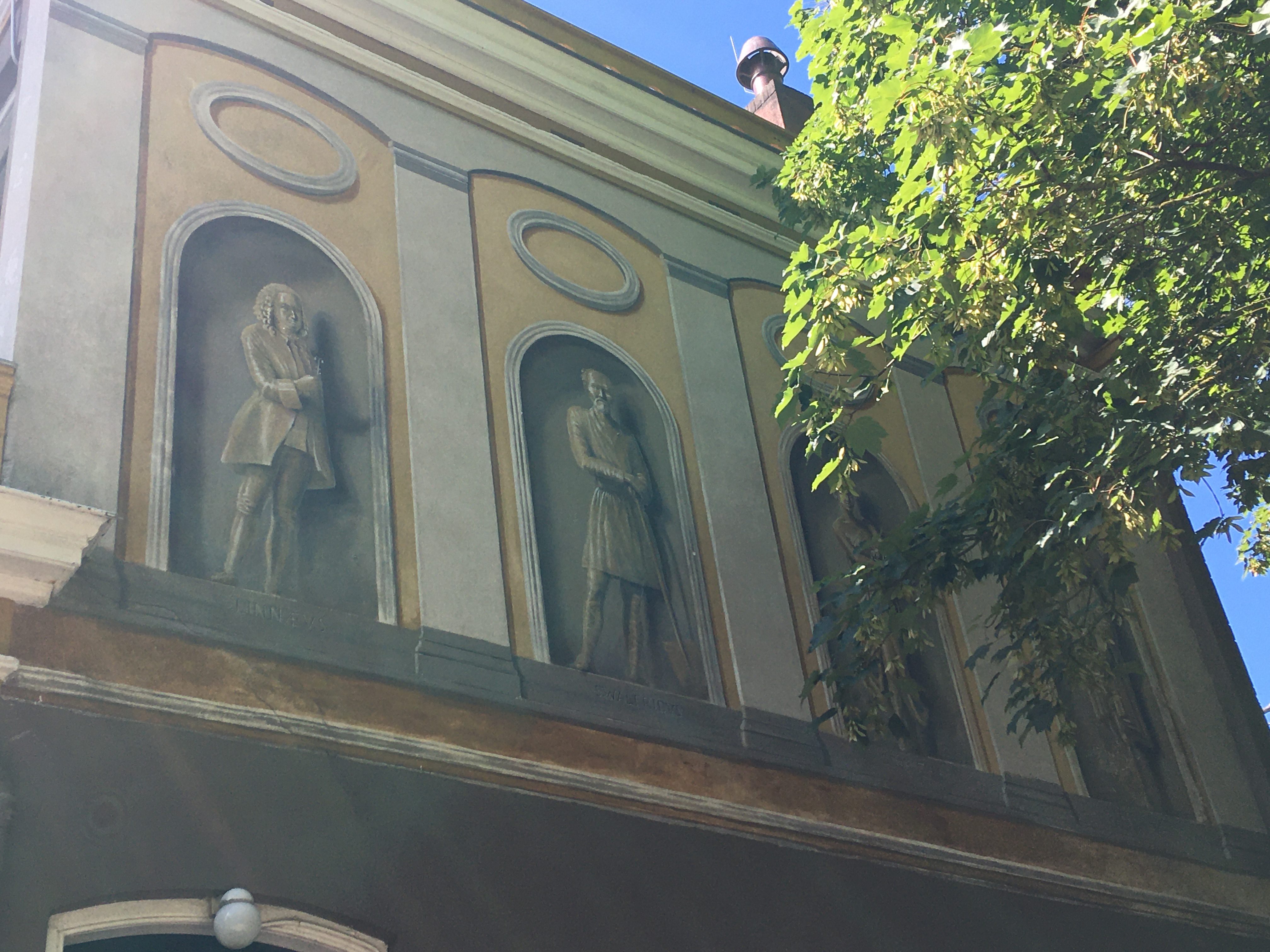
Muurschildering gemaakt door Aloys van Wieringen, met daarop afgebeeld Linnaeus, Walfridus, Dorothea en Theophrastus